# Кузнецкий рабочий
Кузнецкий рабочий — старейшая городская газета в Новокузнецке, издаваемая с 1930 года.

## История
Первый номер газеты вышел в марте 1930 года под названием «Сибирский гигант», послу чего название менялась еще несколько раз: «Большевик Кузбасса» (1931—1932), «Большевистская сталь» (1933—1953), «Сталинское знамя» и только в 1956 году газета стала выходить как «Кузнецкий рабочий». Первоначально располагалась на улице Орджоникидзе, затем на Курако, с 1991 года на улице Курбатова. В 2008 году тираж составляет 45 тысяч экземпляров. За 2003, 2004, 2005, 2006, 2007 годы являлась лауреатом премии Рекорд-Тираж года. Выходит по вторникам, четвергам и субботам. С 1991 является независимым изданием. Со 2 ноября 2007 года главным редактором является Речицкий Вадим Олегович, проработавший в газете с 1991 года. В 2017 году выручка газеты составила 24,8 млн руб., из которых чуть менее 1,6 млн руб. чистой прибыли.

## Известные журналисты
- Беркович, Михаил Фадеевич (1929—2008)
- Сосимович, Анатолий Никифорович (1931—2009)
- Речицкий, Вадим Олегович с 2009 года

## Главные редакторы
- Белокуров, Александр Геннадьевич (1990—2007)[6]
- Речицкий, Вадим Олегович (2007 — по наст. время)[6]

## Финансовые проблемы
11 июля 2019 года ФНС подала заявление в Арбитражный суд Кемеровской области о признании НП "Редакция Новокузнецкой городской газеты «Кузнецкий рабочий» банкротом в связи с просроченными на 3 месяца долгами перед налоговой на сумму 1,378 млн руб.. Определением арбитражного суда от 29 октября 2019 года по делу № А27-16801/2019 Федеральной налоговой службе России отказано во введении наблюдения в отношении НП "Редакция Новокузнецкой городской газеты «Кузнецкий рабочий», производство по делу прекращено в связи с тем, что должник погасил задолженность перед ФНС в ходе производства по делу о банкротстве.
В 2024 году, из-за проблем с выплатами, редакции пришлось освободить арендуемое у Кузнецкбизнесбанка помещение на проезде Курбатова, 1, которое банк выставил на торги. Издание переезжает в помещение поменьше и подешевле, на Курбатова, 1а. В этом же году главный редактор обращается к читателям с просьбой о финансовой помощи, в связи с денежными проблемами издания.